# Androcharta hampsoni
Androcharta hampsoni là một loài bướm đêm thuộc phân họ Arctiinae, họ Erebidae.